# Palazzo Comunale (Montepulciano)
Il Palazzo Comunale di Montepulciano sorge sul lato occidentale della piazza Grande.

## Storia e descrizione
I lavori cominciarono alla fine del XIV secolo e si protrassero fino al 1440 con la costruzione della facciata, di gusto fiorentino, attribuita al Michelozzo, al centro della quale si innalza la torre civica.
Il piano terra del prospetto è rivestito in bugnato, mentre i livelli superiori sono in travertino; il coronamento è costituito da un ballatoio sporgente con merlatura guelfa.
All'interno si apre un cortile con due logge sovrapposte.